# ニキフォル1世 (キエフと全ルーシの府主教)
ニキフォル（Никифор , ? - 1121年）はキエフと全ルーシの府主教（在位：1104年-1121年）。ビザンツ出身。ペチェルスキー修道院の院長を務めた聖フェオドーシイ崇敬を普及させた人物として知られる。

## 経歴
1104年に、キエフに到着。
1105年にペレヤスラヴリ主教ラザリを、ウラジーミル・ヴォルィンスキー主教アムフィロフィイを叙聖した。
1114年には、チェルニゴフ主教フェオクチストおよびトゥーロフ主教キリルの叙聖を行った。